# Rewolucja siły ludu

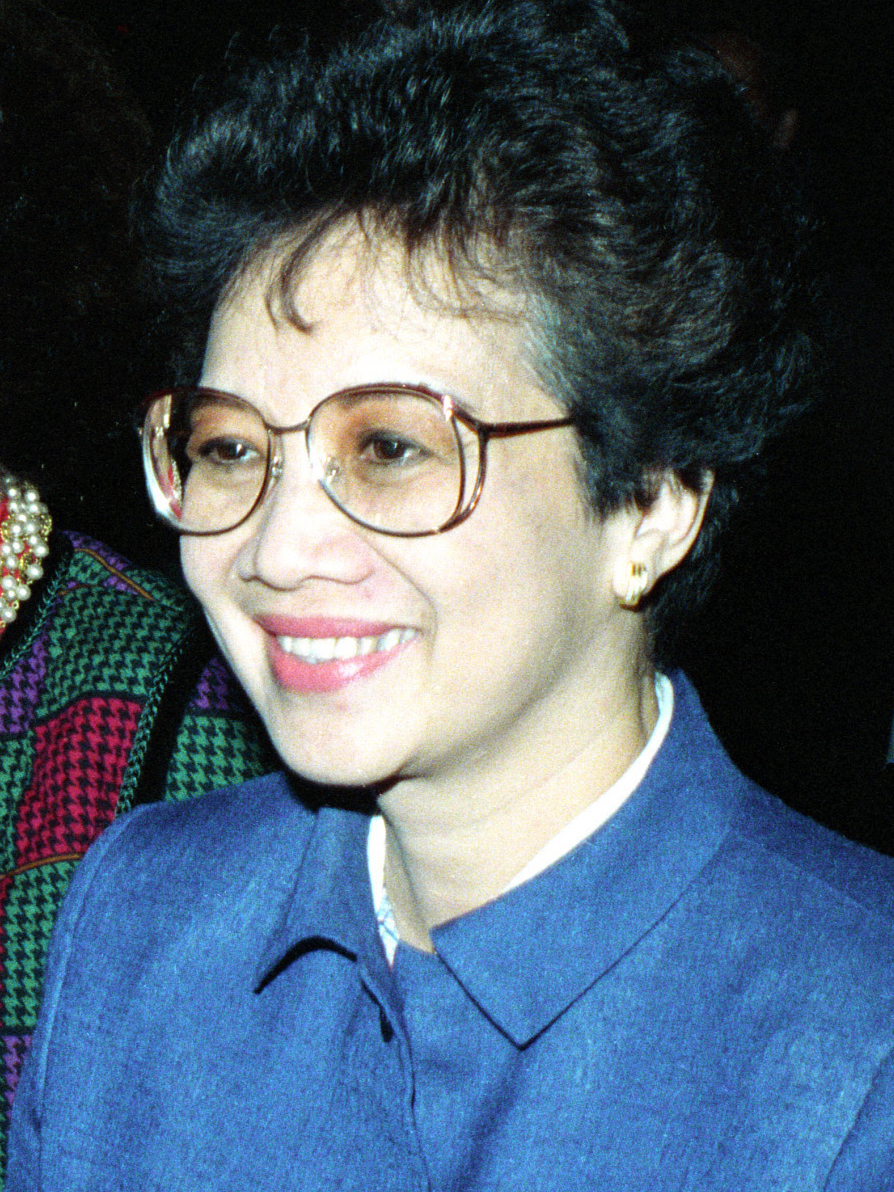
Corazon Aquino

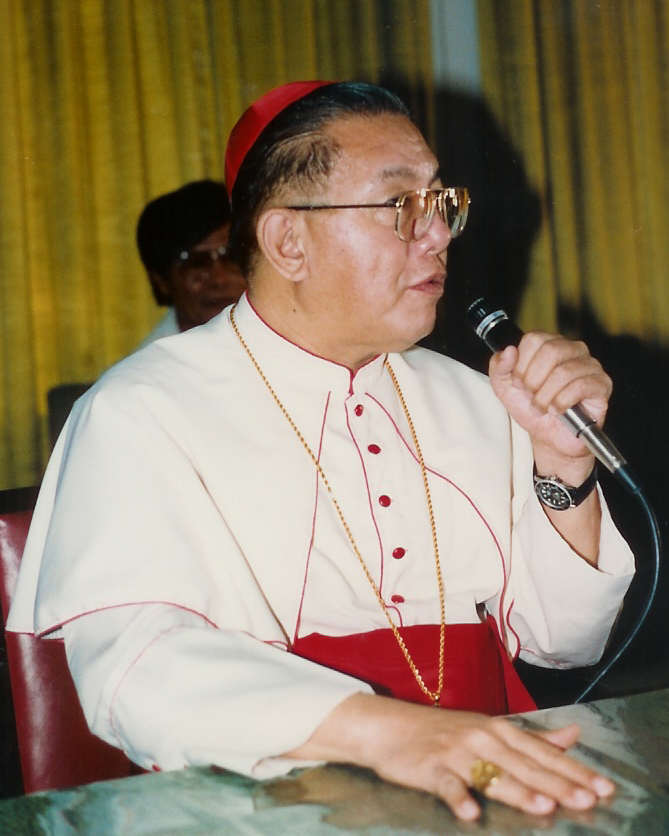
Jaime Sin

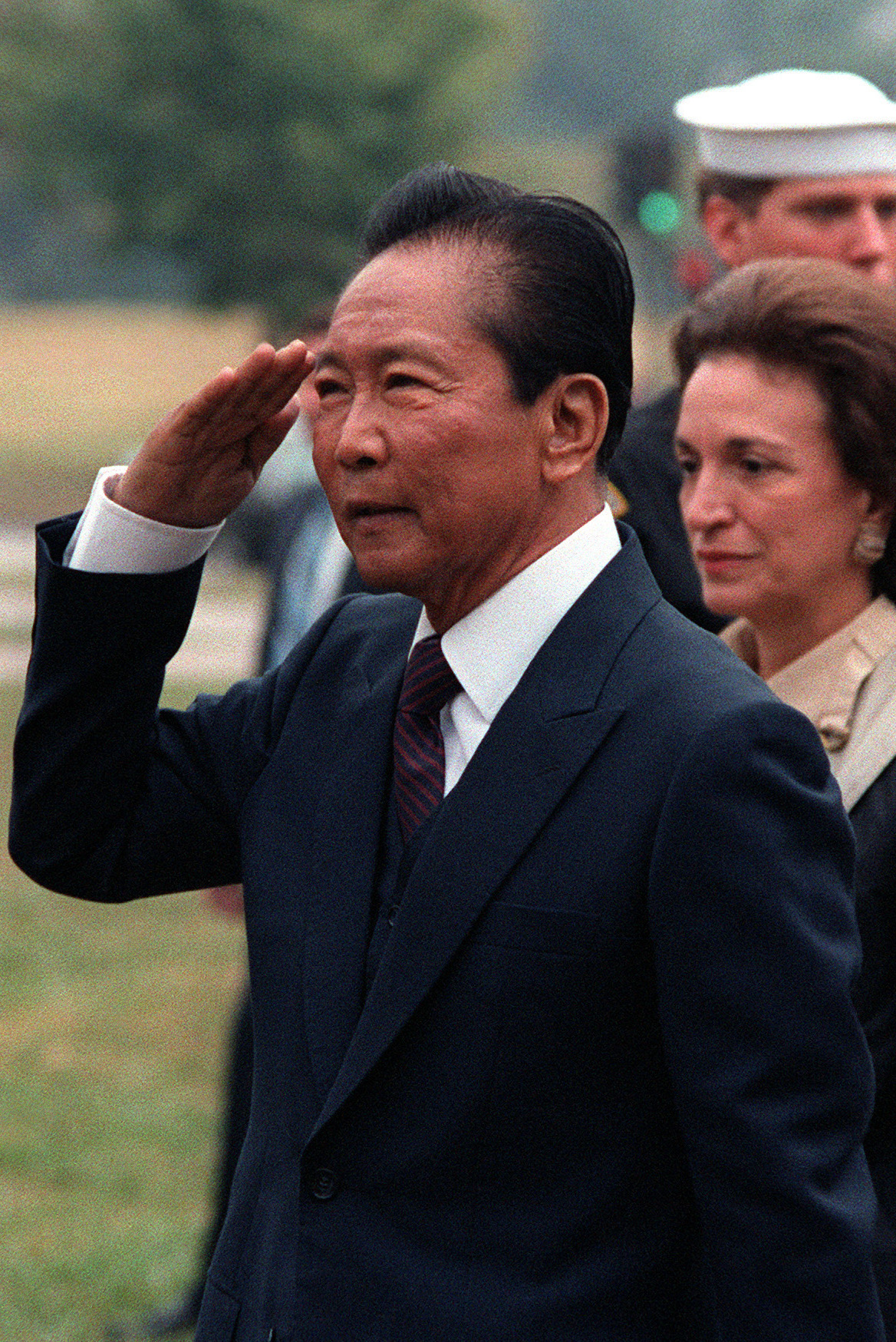
Ferdinand Marcos

Rewolucja siły ludu (ang. people power revolution, hiszp. revolución del poder del pueblo, tgl. himagsikan ng lakas ng bayan), znana też jako rewolucja EDSA, żółta rewolucja lub rewolucja różańcowa – pokojowy przewrót w Filipinach w 1986 r., który obalił dyktaturę Ferdinanda Marcosa.

## Kontekst
W kraju od 1966 rządził prezydent Ferdinand Marcos. Starając się umocnić swoją pozycję Marcos zarządził przeprowadzenie wyborów prezydenckich. Jego kontrkandydatem została namówiona do zaangażowania się w politykę przez arcybiskupa Manili kardynała Jaime Sina wdowa po zastrzelonym opozycjoniście Benigno Aquino – Corazon Aquino. W wyniku sfałszowania wyborów wygrał je Ferdinand Marcos. Z powodu narastającej korupcji i coraz większej skali łamania praw człowieka doszło do wystąpień społecznych i strajków. Powstała partyzantka: lewicowa Nowa Armia Ludowa, separatystyczny Narodowy Front Wyzwolenia Moro i Islamski Front Wyzwolenia Moro. Konflikt zbrojny rozpoczął się w 1969.

## Przebieg
Po wyborach minister obrony Juan Ponce Enrile, zastępca szefa sztabu generalnego generał Fidel Ramos oraz kilkuset innych wojskowych otwarcie wypowiedziało posłuszeństwo Marcosowi i zamknęło się w kwaterze głównej sił zbrojnych (Camp Emilio Aguinaldo) przy Epifanio de Los Santos Avenue (w skrócie EDSA). Dyktator wystosował 24-godzinne ultimatum: bezwarunkowa kapitulacja albo śmierć. W tej sytuacji buntownicy zatelefonowali po radę do Sina. Po modlitwie w kaplicy kardynał za pośrednictwem radia Veritas zwrócił się do mieszkańców stolicy o przybycie pod kwaterę główną. Poprosił również kilka zakonów w Manili o post i modlitwę. W ciągu kilku godzin po tym apelu na ulice wyszło dwa miliony ludzi. Zebrani odmawiali różaniec. Odprawiono również msze. Wysłani do stłumienia demonstracji żołnierze odmawiali wykonania rozkazów oraz przyłączali się do manifestantów. Po przybyciu jednostek, które miały rozpędzić tłum za pomocą gazu łzawiącego, nastąpiła zmiana kierunku wiatru. Demonstracja trwała cztery dni.

## Następstwa
25 lutego 1986 roku Aquino ogłosiła przejęcie władzy. Pozbawiony poparcia armii Marcos stanął w obliczu klęski. Jaime Sin powstrzymał lewicowe bojówki przed zabiciem dyktatora i skłonił prezydenta Stanów Zjednoczonych Ronalda Reagana do udzielenia azylu Marcosowi. Corazon Aquino została prezydentem, a Ferdinand Marcos zamieszkał w Stanach Zjednoczonych, gdzie trzy lata później zmarł.